# Hàm zeta Riemann

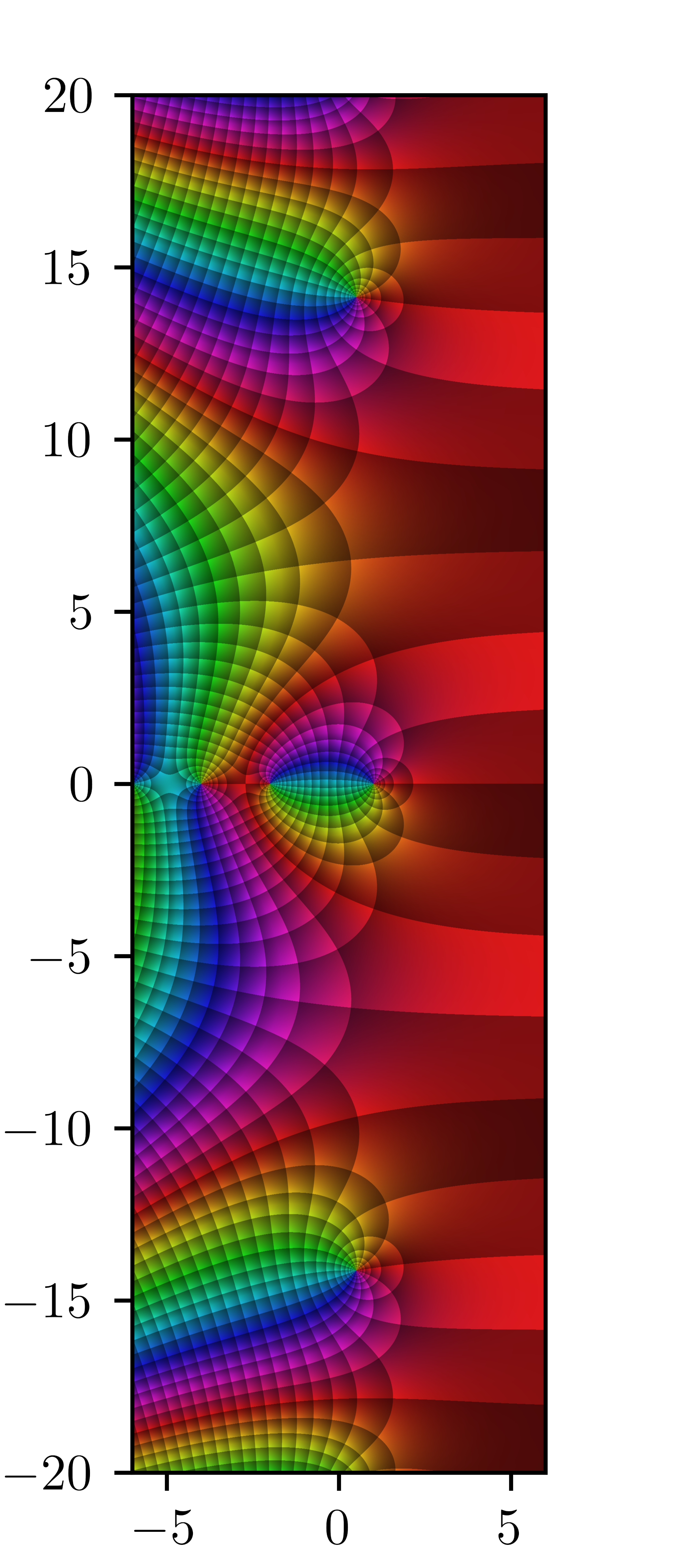
Điểm kì dị tại và hai không điểm trên đường tới hạn.

Hàm zeta Riemann hoặc hàm zeta Euler-Riemann, ζ(s), là một hàm số một biến phức, là kết quả thác triển giải tích của chuỗi Dirichlet
{\displaystyle \zeta (s)=\sum _{n=1}^{\infty }{\frac {1}{n^{s}}}}
Chuỗi này hội tụ khi phần thực của s lớn hơn 1. Thác triển giải tích tối đại của nó được xác định trên toàn bộ mặt phẳng phức trừ điểm 1. Hàm zeta Riemann đóng vai trò then chốt trong lý thuyết số giải tích và có các ứng dụng trong vật lý, lý thuyết xác suất và thống kê ứng dụng.

## Định nghĩa
Hàm zeta Riemann ζ(s) là một hàm số một biến phức s = σ + i t.
Đối với trường hợp đặc biệt {\displaystyle \,{\mathfrak {Re}}(s)\equiv \sigma >1\,}, hàm zeta có thể được biểu thị bằng tích phân sau:
{\displaystyle \zeta (s)={\frac {1}{\Gamma (s)}}\int _{0}^{\infty }{\frac {x^{s-1}}{e^{x}-1}}\,\mathrm {d} \,x\quad {\text{ với }}\quad {\mathfrak {Re}}(s)\equiv \sigma >1}
trong đó
{\displaystyle \Gamma (s)=\int _{0}^{\infty }x^{s-1}\,e^{-x}\,\mathrm {d} \,x}
là hàm gamma.
Trong trường hợp σ > 1, tích phân trên luôn hội tụ, và có thể được đơn giản hóa bằng chuỗi vô hạn:
{\displaystyle \zeta (s)=\sum _{n=1}^{\infty }n^{-s}={\frac {1}{1^{s}}}+{\frac {1}{2^{s}}}+{\frac {1}{3^{s}}}+\cdots \quad {\text{ với }}\quad \sigma \equiv {\mathfrak {Re}}(s)>1\,.}
Hàm zeta Riemann được định nghĩa là thác triển giải tích của hàm trên.
Với s = 1, chuỗi trên là chuỗi điều hòa phân kỳ và
{\displaystyle \lim _{s\to 1}~(s-1)\,\zeta (s)=1\,.}
Như vậy hàm zeta Riemann là một hàm phân hình trên toàn bộ mặt phẳng phức với một cực đơn tại s = 1 có thặng dư bằng 1.

## Giá trị cụ thể
Với mọi số nguyên dương chẵn 2n:
{\displaystyle \zeta (2n)={\frac {(-1)^{n+1}B_{2n}(2\pi )^{2n}}{2(2n)!}}}
trong đó B2n là số Bernoulli  thứ 2n.
Thông qua thác triển giải tích, người ta có thể chỉ ra rằng:
- {\displaystyle \zeta (-1)=-{\tfrac {1}{12}}}
- {\displaystyle \zeta (0)=-{\tfrac {1}{2}};}
- {\displaystyle \zeta (1)=1+{\tfrac {1}{2}}+{\tfrac {1}{3}}+\cdots =\infty ;}
- {\displaystyle \zeta (2)=1+{\frac {1}{2^{2}}}+{\frac {1}{3^{2}}}+\cdots ={\frac {\pi ^{2}}{6}}\approx 1.64493406684822643647;\!}
- {\displaystyle \zeta (4)=1+{\frac {1}{2^{4}}}+{\frac {1}{3^{4}}}+\cdots ={\frac {\pi ^{4}}{90}}\approx 1.08232323371113819152;}

Giá trị này xuất hiện khi tích phân định luật Planck để rút ra định luật Stefan-Boltzmann trong vật lý.

## Công thức tích Euler
Liên hệ giữa hàm zeta và số nguyên tố được phát hiện bởi Euler, người đã chứng minh đồng nhất thức
{\displaystyle \sum _{n=1}^{\infty }{\frac {1}{n^{s}}}=\prod _{p{\text{ nguyên tố}}}{\frac {1}{1-p^{-s}}},}

## Phương trình hàm Riemann
Hàm zeta thỏa mãn phương trình hàm sau đây:
{\displaystyle \zeta (s)=2^{s}\pi ^{s-1}\ \sin \left({\frac {\pi s}{2}}\right)\ \Gamma (1-s)\ \zeta (1-s),}
trong đó Γ(s) là hàm gamma.

## Không điểm, đường tới hạn và giả thuyết Riemann

Ngoài các không điểm tầm thường, hàm zeta Riemann không có không điểm ở bên phải của σ = 1 và bên trái của σ = 0.

Đồ thị của hàm zeta Riemann dọc theo đường tới hạn cho các giá trị thực của t chạy từ 0 đến 34. Năm không điểm đầu tiên trong dải tới hạn có thể nhìn thấy rõ là nơi mà các vòng xoắn đi qua gốc tọa độ.

Phần thực (màu đỏ) và phần ảo (màu xanh) của hàm zeta Riemann zeta dọc theo đường tới hạn Re (s) = 1/2. Các không điểm không tầm thường đầu tiên có thể được nhìn thấy tại Im (s) = ± 14.135, ± 21.022 và ± 25.011.

Phương trình hàm Riemann cho thấy hàm zeta Riemann có các không điểm tại −2, −4,…. Chúng được gọi là không điểm tầm thường. Chúng tầm thường theo nghĩa sự tồn tại của chúng tương đối dễ chứng minh, ví dụ, từ sin πs/2 bằng 0 trong phương trình hàm (lưu ý rằng các không điểm dương của hàm sin bị triệt tiêu bởi các cực điểm của hàm gamma).
Người ta biết rằng bất kỳ không điểm không tầm thường nào đều nằm trong dải mở {s ∈ ℂ: 0 < Re(s) < 1}, được gọi là dải tới hạn. Giả thuyết Riemann, được coi là một trong những vấn đề chưa được giải quyết lớn nhất trong toán học, khẳng định rằng bất kỳ không điểm không tầm thường s nào đều thỏa mãn Re(s) = 1/2. Trong lý thuyết về hàm zeta Riemann, tập {s ∈ ℂ: Re(s) = 1/2}   được gọi là đường tới hạn.